# هدیت
هدیت (به انگلیسی: Hadit) (گاهی به صورت هد) به نسخه‌ای تلمایی از هورس، خدای مصری، منسوب می‌گردد. هدیت ناطق اصلی دومین فصل کتاب شریعت (نوشته یا دریافت شده توسط آلیستر کراولی در ۱۹۰۴ میلادی) می‌باشد.

## توصیفات
هدیت خود را به عنوان نقطه‌ای در مرکز دایره، محور چرخ، مکعب در دایره و «شعله‌ای که در قلب هر انسان و در هستهٔ هر ستاره‌ای می‌سوزد» شناساند.